# Andraca draco
Andraca draco là một loài bướm đêm thuộc họ Endromidae. Loài này có ở Java.
Sải cánh của loài này dài 44–45 mm đối với con được và 59 mm đối với con cái. Con trưởng thành mọc cánh từ tháng 2 đến tháng 7.